# Automeris peruviana
Automeris peruviana är en fjärilsart som beskrevs av Eugène Louis Bouvier 1929. Automeris peruviana ingår i släktet Automeris och familjen påfågelsspinnare. Inga underarter finns listade i Catalogue of Life.